# 1676 au théâtre

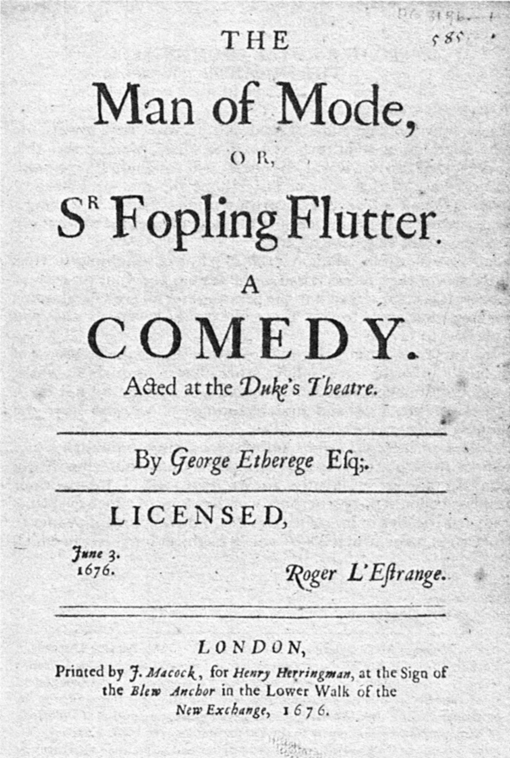
Page de titre de The Man of Mode de George Etherege.

| Années du théâtre : 1673 - 1674 - 1675 - 1676 - 1677 - 1678 - 1679    |
| Décennies du théâtre : 1640 - 1650 - 1660 - 1670 - 1680 - 1690 - 1700 |

## Pièces de théâtre publiées
- The Man of Mode, or Sir Fopling Flutter [L'Homme à la mode, ou Sir Fopling Flutter], comédie de George Etherege, Londres, J. Macock pour Henry Herringman.
- All for love, or The world well lost [Tout pour l’amour], version d’Antoine et Cléopâtre de Shakespeare par John Dryden, Londres, J. Bell, 83 p.

## Pièces de théâtre représentées
- Janvier : Tamerlan ou la Mort de Bajazet, tragédie de Jacques Pradon, Paris, théâtre de l'Hôtel de Bourgogne.
- 24 janvier : Coriolan, tragédie de Gaspard Abeille, Paris, Hôtel de Guénégaud.
- 3 juillet :  Abdelazer or The Moor's Revenge [Abdelazer ou la Revanche du Maure], drame en prose d'Aphra Behn, Londres, Théâtre de Dorset Garden, par la compagnie du duc d'York.
- 7 août : Le Triomphe des dames de Thomas Corneille, Paris, Hôtel de Guénégaud.
- 11 décembre : The Plain-Dealer [L'Homme franc], comédie de William Wycherley, Londres.

## Naissances
- janvier : Marie Hortense Racot de Grandval, dite Mademoiselle Dangeville tante, actrice française, sociétaire de la Comédie-Française, morte le 4 juillet 1769.
- 1er avril : Luigi Riccoboni, dit Lélio, comédien et écrivain italien, actif en Italie et à Paris, mort le 6 décembre 1753.
- 10 septembre : Josef Anton Stranitzky, acteur, dramaturge et metteur en scène autrichien, qui développe le personnage-type comique Hans Wurst, mort le 19 mai 1726.
- Date précise inconnue ou non renseignée :
  - Fabio Sticotti, acteur originaire du Frioul, membre de la Comédie-Italienne à Paris, mort le 5 décembre 1745.

## Décès
- 9 mars : Edme Villequin, dit De Brie, acteur français, membre de la Troupe de Molière, né le 24 octobre 1607.
- 25 juillet : François Hédelin, connu en littérature sous le nom d'abbé d'Aubignac, dramaturge et théoricien français du théâtre, né le 4 août 1604.
- 28 octobre : Jean Desmarets de Saint-Sorlin, poète et dramaturge français, né en 1595.
- Date précise non connue :
  - Jean Banchereau, dit Richemont-Banchereau, jurisconsulte et auteur dramatique français, né en 1612.
  - Carlo Cantù, acteur italien de la commedia dell'arte, créateur du personnage de Buffetto, né en 1609.